# 岳阳广化寺
岳阳广化寺，位于山西省长治市长子县石哲镇岳阳村，是一处山西省文物保护单位。
2021年8月4日，岳阳广化寺公布为第六批山西省文物保护单位，年代为元、明、清，古建筑类，编号6-164。